# Sudbury (Ontario)
Gran Sudbury (en francès: Grand Sudbury, en anglès: Greater Sudbury) és una ciutat situada a la província d'Ontario (Canadà). Gran Sudbury va ser creada el 2001 en fusionar dues ciutats i pobles de la regió municipal de Sudbury, juntament amb altres municipis limítrofs.
És la ciutat més gran en població al nord d'Ontario, i la 24a àrea metropolitana més gran del Canadà. En terreny, és la ciutat més gran d'Ontario, el setè municipi en àrea del Canadà i la municipalitat més gran a la zona en anglès legalment dissenyada com una ciutat.
Gran Sudbury és una de les cinc ciutats d'Ontario (les altres són Toronto, Ottawa, Hamilton i Kawartha Lakes) que són independents del districte, comtat o municipalitat regional.
També és l'única ciutat que té dos noms oficials (el seu nom en francès és Grand-Sudbury, on el francès és la llengua materna d'un terç de la seva població). A diferència d'algunes ciutats com Greater Toronto o Greater Mont-real, el nom "Greater Sudbury" es refereix a una sola ciutat, no a una unió de diferents municipalitats. No obstant això, el nom Sudbury, sense les modificacions oficials, encara és d'ús diari comú.
L'últim cens de l'àrea metropolitana incloïa a la ciutat, reserves índies del Llac Whitefish i Wannapitae, i tenia 158,528 en el cens del 2006. S'estima que Gran Sudbury té una població neta de 165,322. Informalment, alguns residents de l'àrea podrien considerar-se dins de l'àrea a Markstay Warren, St. Charles i French River, una regió coneguda com l'est de Sudbury, així com les comunitats allunyades d'Estaire i Cartier.

## Personalitats lligades a Sudbury[calcitació]
- Rhéal Bélisle, (1919-1992), diputat i senador franco-ontarià;
- Todd Bertuzzi, jugador d'hoquei de la NHL amb els Detroit Red Wings;
- Patrice Desbiens, poeta;
- Robert Dickson, autor;
- Stéphane Paquette, cantant i actor;
- Paul Desmarais, fundador de Power Corporation, un conglomerat d'empreses financeres, petrolieres, i de la majoria dels diaris quebequesos.